# Molgula cooperi
Molgula cooperi är en sjöpungsart som först beskrevs av Huntsman 1912.  Molgula cooperi ingår i släktet Molgula och familjen kulsjöpungar. Inga underarter finns listade i Catalogue of Life.